# Timofei Artjomowitsch Schipunow
Timofei Artjomowitsch Schipunow (russisch Тимофей Артёмович Шипунов; * 20. Juli 2003 in Krasnodar) ist ein russischer Fußballspieler.

## Karriere
Schipunow begann seine Karriere beim FK Sotschi. Im Februar 2021 wechselte er zu Master-Saturn Jegorjewsk. Zur Saison 2021/22 zog er zum Drittligisten FK Twer weiter. Für Twer kam er in jener Saison zu 21 Einsätzen in der Perwenstwo PFL, in denen er vier Tore erzielte.
Zur Saison 2022/23 kehrte Schipunow zum Erstligisten Sotschi zurück. Sein Debüt in der Premjer-Liga gab er dann im August 2022 gegen den FK Chimki. In seiner ersten Saison in Sotschi absolvierte er 15 Partien in der höchsten Spielklasse. Nach zwei Einsätzen zu Beginn der Saison 2023/24 wurde er im August 2023 an den Zweitligisten FK SKA-Chabarowsk verliehen.